# Linde (Vorname)
Linde ist ein weiblicher Vorname, der eine gewisse Verbreitung vor allem im niederländischen Sprachraum hat.

## Herkunft und Bedeutung
Linde (ahd. linta) ist zunächst eine Bezeichnung für die Pflanzengattung der Lindenbäume, auch „Baum der Liebe“ genannt. Die Linde trägt ihren Namen wegen ihres „weichen“ Bastes, aus dem man beispielsweise Gürtel flocht. Aus dem leichten Holz des Baumes fertigte man Schilde, so dass linta auch die Bedeutung „Schild“ annehmen konnte. Diese Waffe dürfte hier das Namensmotiv sein.
Wie der weibliche Vorname Linda ist auch Linde eine Kurzform von Namen mit dem germanischen Element lind, etwa Lindgard, Gerlinde oder Sieglinde. Als zweites Namensglied taucht lind nur in Frauennamen auf und geht dann zurück auf ahd. lind(i), sanft, weich, mild (vgl. lateinisch lentus und englisch lithe für deutsch „biegsam“ oder „geschmeidig“). Auch das Wort „Linderung“ hat diesen Ursprung.

## Varianten
- Lind, Lindy, Linder, Lindita (spanische Verkleinerungsform)

Langnamen, die zu Linde verkürzt werden können:
- Belinda
- Dietlind, Dietlinde
- Gerlinde
- Heidelinde
- Melinda
- Mirlinda
- Rosalinde
- Sieglinde
- Theodolinde
- Theudelinde

## Namensträgerinnen
- Linde Ergo (* 1966), belgische Bildhauerin
- Linde Fulda (* 1943), deutsche Schauspielerin
- Linde Ivimey (* 1965), australische Bildhauerin
- Linde Prelog (* 1949), österreichische Schauspielerin
- Linde Rotta (* 1937), deutsche Schriftstellerin
- Linde Waber (* 1940), österreichische Malerin